# شفاطة (شرب)

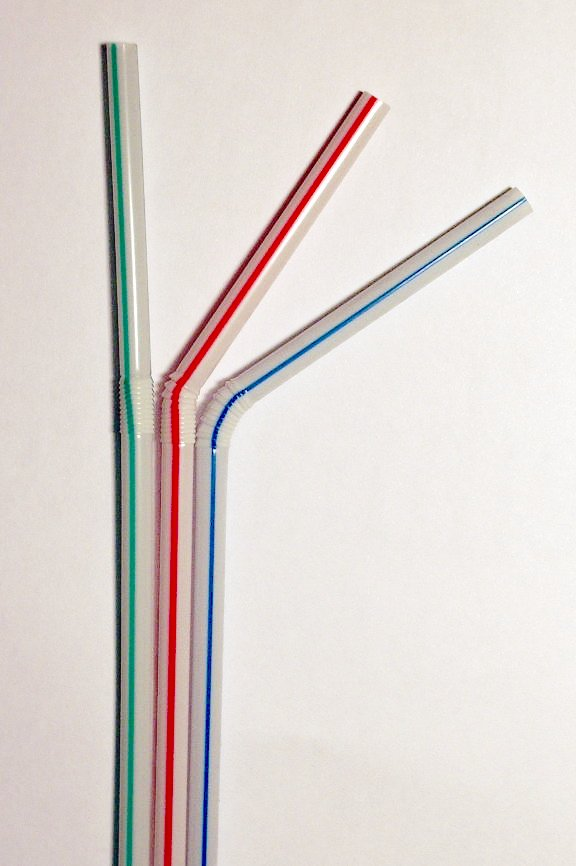
عدد من الشفاطات.

الشَّفَّاطَة أو المصاصة ويسميها البعض الشفاط وتسمى كذلك قشة الشرب أو قصبة الشرب وغيرها من الأسماء. هو أنبوب قصير يُستعمل لنقل مشروب من الكأس إلى فم الشارب، باستعمال قوة المص. أوائل الشفاطات كانت عبارة عن ساق عشبة مجوفة، أما الشفاطة التقليدية الحالية فتُصنع من اللدائن (بولي بروبين وبولي استرين) أو مادة أُخرى. وتعتمد على ضغط فم الإنسان والذي يكون بسبب عملية الشفط أقل من الضغط الجوي.
أما أوائل الشفاطات فقد صنعها السومريون، و كانت تُستخدم لشرب السوائل وتجنب استعمالها في شرب المواد الصلبة الموجودة في العصائر. أما الشفاطة الحديثة فقد اخترعها مارفن سي ستون في سنة 1888.

## أصل التسمية

### شفاطة
كثرت الأسماء التي تطلق على الشَّفَّاطة، وهي من الجذر: ش ف ط؛ وهي مصاغة من الفعل الثلاثي شفط على وزن «فَعَّالَة».

### شلمونة
يشيع اسم الشَّلمونة (بكسر اللام أو فتحها) في أجزاء من الشام، ويبدو أنها كلمة معربة من الكلمة الفرنسية «chalumeau».